# Forgotton Anne
Forgotton Anne (укр. Забута/покинута Енн) — це пригодницька платформна відеогра, розроблена данською компанією «ThroughLine Games». Гра є кінематографічною: сюжетні деталі, анімеподібний малюнок й атмосфера «Forgotton Anne» створюють враження, наче гравець потрапляє в анімаційний фільм «Студії Ґіблі». У створенні ігрових мелодій брав участь «Копенгаґенський філармонічний оркестр». «Forgotton Anne» номіновано на декілька річних інді-нагород.

## Ігровий процес
Гравець рухається платформерними місцинами, досліджує їх і вирішує невеликі головоломки для просування сюжетом. Хоча сюжет є лінійним, гра пропонує два варіанти розвитку діалогів і подій, що впливає на подальше проходження. У кожній новій місцині гравець може відшукати листівки, листи чи предмети, що доповнять колекцію в щоденнику Енн. У грі є лише автозбереження, але після проходження дається можливість переграти ті чи інші епізоди.

## Сюжет
Героїня гри — Енн, Законниця (Enforcer), яка підтримує порядок у Забутих землях(Forgotten Lands), місці, куди потрапляють усі втрачені й покинуті речі — Забувастики (Forgotlings). Усі мешканці Забутих земель ведуть звичайне життя, але також уже багато років працюють над побудовою мосту для повернення до Етеру (Ether) — людського світу. Але цьому перешкоджає група повстанців, що виступають проти голови Забутих країв та вчителя Енн — Бонку. Після надзвичайної події Енн має вирушити в подорож на пошук злочинців, аби захистити спільну мрію.

## Критика
| Агрегатор  | Оцінка                   |
| ---------- | ------------------------ |
| Metacritic | 78/100 (PS4) 76/100 (PC) |

Ігрові видання дуже схвально прийняли гру.
GameReactor: «Ця гра — сама краса… „Forgotton Anne“ — це одне з найвидатніших витворів року. Виправдані 9 з 10».
Eurogamer: «Це гра, яка завоює вашу прихильність своїм великим серцем… „Forgotton Anne“ — блискуча. Рекомендуємо».
TrueAchievements: «Кожна мить може стати гідним знятком. Це справді чудово й вражаюче — 4/5».